# Trucha del Maipo
La trucha del Maipo, cuartillo del Maipo o moneda del canal San Carlos es una moneda de necesidad chilena que, con un valor facial de un cuarto de real, fue acuñada en cobre en 1821 en la Casa de Moneda de Santiago. Fue creada para el pago de los jornales de los obreros de la construcción del canal, y fue la primera moneda acuñada en ese metal, y que llevaba la inscripción república de chile.

## Antecedentes
Luego de la victoria del Ejército de los Andes en la batalla de Chacabuco, que trajo consigo la desarticulación del poder imperial español en la mayor parte del territorio chileno, las nuevas autoridades ordenaron el reemplazo de las imágenes con referencias hispanas en las monedas, y la acuñación de los símbolos de la nueva república. En junio de 1817 se dictó un bando que definía el diseño de la primera moneda de Chile independiente, el peso Independiente, mismos motivos que se utilizaron en las monedas de plata de ½, 1 y 2 reales.
En el caso de las monedas de plata de ¼ de real o cuartillos la adopción de los nuevos diseños no fue rápida, debido a que el grabador o tallador mayor Ignacio Fernández Arrabal huyó hacia Lima luego del triunfo de las tropas patriotas, lo que generó una serie de dificultades técnicas para adoptar los cambios requeridos. Esto obligó a las autoridades a continuar la acuñación de estas monedas con los emblemas de Castilla y de León durante 1818.
Las monedas con los símbolos monárquicos fueron retiradas prontamente de circulación, lo que acrecentó la falta de moneda divisionaria, problema que se arrastraba desde la época colonial.